# Chloeia rupestris
Chloeia rupestris är en ringmaskart som beskrevs av Risso 1826. Chloeia rupestris ingår i släktet Chloeia och familjen Amphinomidae. Inga underarter finns listade i Catalogue of Life.